# آبی (فیلم ۲۰۰۳)
«آبی» (انگلیسی: Blue (2003 film)) یک فیلم است که در سال ۲۰۰۳ منتشر شد.